# Cataloipus abyssinicus
Cataloipus abyssinicus är en insektsart som beskrevs av Boris Petrovich Uvarov 1921. Cataloipus abyssinicus ingår i släktet Cataloipus och familjen gräshoppor. Inga underarter finns listade i Catalogue of Life.